# 上田奈生子
上田 奈生子（うえだ なおこ）は、日本の外交官。経済協力開発機構（OECD）東京センター所長。

## 人物・経歴
上智大学法学部国際関係法学科卒業。上智大学法学部国際関係法学科の同窓に国連食糧農業機関（FAO）駐日連絡事務所長を務める日比絵里子がいる。1987年（昭和62年）、外務省に入省。その後、経済協力局及び国際協力局並びにOECD事務局等での勤務を経て、2014年（平成26年）8月から2016年（平成28年）7月まで国際民間航空機関（ICAO）日本政府代表部理事会代表を務めた。同年7月15日、経済協力開発機構（OECD）開発センター次長に就任。当時、OECDにおいて女性として最もハイレベルの邦人幹部職員となった。2019年（令和1年）7月、アジア太平洋経済協力室長に就任。2022年（令和4年）7月より経済協力開発機構（OECD）東京センター所長に就任。